# Otto Witte (Schausteller)

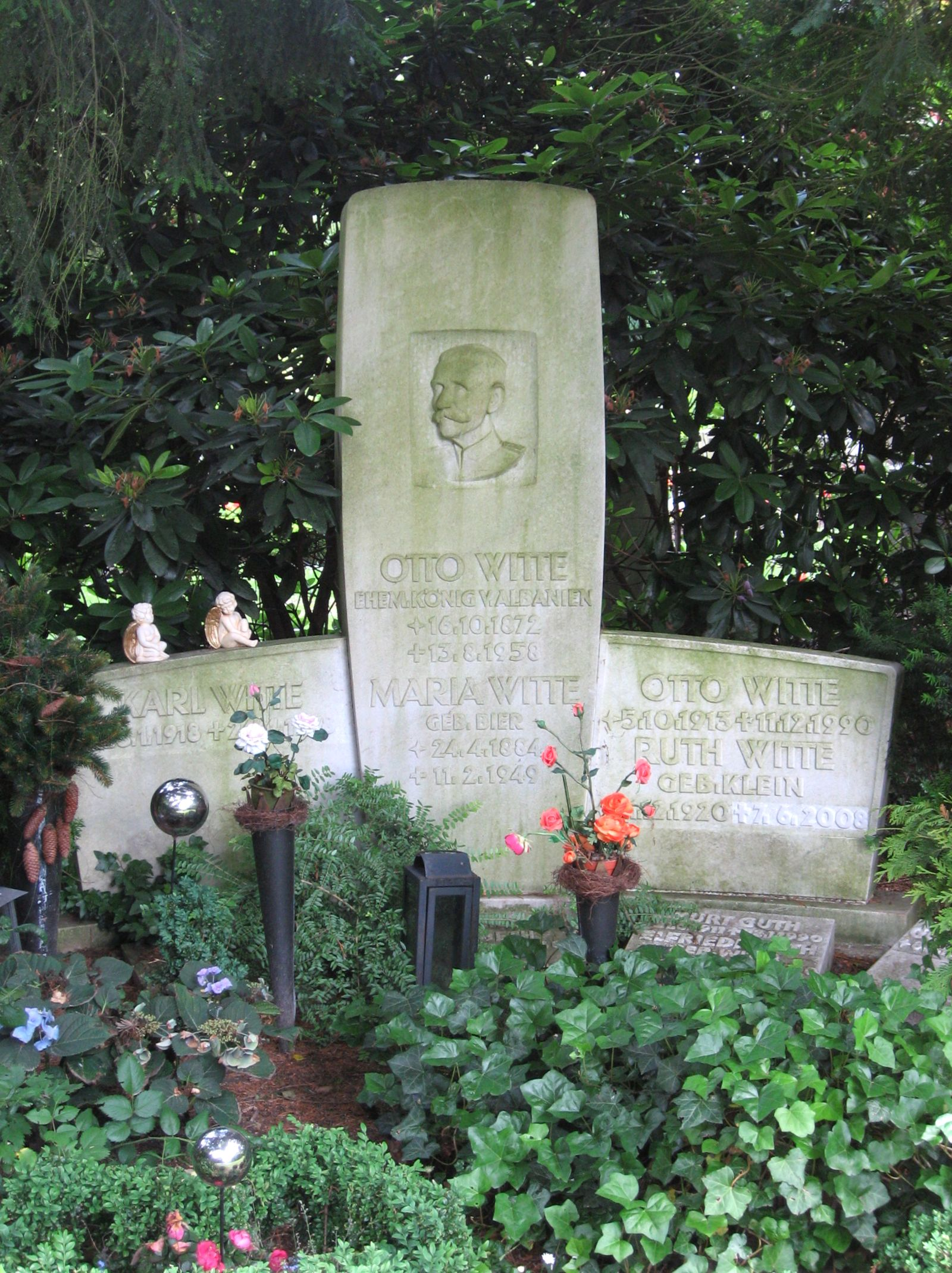
Grabdenkmal der Familie Witte auf dem Ohlsdorfer Friedhof

Otto Witte (* 16. Oktober 1872 in Dortmund oder  Diesdorf; † 13. August 1958 in Hamburg) war ein deutscher Jahrmarktskünstler und Hochstapler.

## Biografie
Bereits im Alter von acht Jahren kam Otto Witte nach eigener Darstellung zu Schaustellern, lernte zaubern und wahrsagen und reiste mit dem Zirkus Althoff durch halb Europa. Auf dem Balkan sei er von Räubern gefangen genommen worden, sei nach Afrika geflohen und 1912 in die Türkei gelangt. Dort sei er vom Geheimdienst angeworben worden und habe in dessen Auftrag die Aufmarschpläne der bulgarischen Armee für den gerade begonnenen Ersten Balkankrieg entwendet.
Er wurde in eigener Darstellung als „ehemaliger König von Albanien“ (fünf Tage „König von Albanien“) an seinem langjährigen Wohnsitz in der Berliner Kattegatstraße bzw. Wollankstraße (bis 1938 Pankow, heute Gesundbrunnen) zu einem stadtbekannten Original.

## „König von Albanien“
Ab den 1920er Jahren trat er mit einer Schaubude auf Jahrmärkten auf und erzählte den Schaulustigen, er habe in der Türkei eine Blitzkarriere als Geheimagent gemacht. Er habe sich wenige Monate nach der Ausrufung der Unabhängigkeit Albaniens vom Osmanischen Reich am 28. November 1912 in Vlora in das Land, dessen politische Strukturen ebenso wenig feststanden wie seine Grenzen, begeben. Er habe seine Ähnlichkeit mit einem angeblichen Neffen des Sultans, Prinz Halim ed-Din (auch Halim Eddin(e), bei Witte selbst „Halim Etti“ geschrieben), festgestellt, der von albanischen Muslimen eingeladen worden sein soll, um König des neuen Staates zu werden. 
Witte will mit einem Freund, dem Schwertschlucker Max Schlepsig, nach Durrës in Albanien gereist sein und sich den osmanischen Truppen als Prinz Halim ed-Din präsentiert haben; er sei von ihnen am 15. Februar 1913 zum König ausgerufen worden. Er habe eine Regierung eingesetzt, Kommandeure ernannt, sich an einem Harem erfreut und einen Krieg gegen Serbien oder Montenegro geplant, bis seine Täuschung entdeckt worden sei. Er und Schlepsig hätten sich (unter Mitnahme eines beträchtlichen Anteils der königlichen Schätze) am 19. Februar 1913 abgesetzt und Albanien verlassen.
Die ganzen Darstellungen scheinen jedoch vollkommen fiktiv zu sein. Im Februar 1913 stand Mittelalbanien unter serbischer Besatzung. Auch gibt es keinerlei zeitgenössische Quellen, die Wittes Geschichte stützen. Trotz gelegentlicher Versuche Wittes, Details seiner Geschichte abzuwandeln und sie zum Beispiel auf den August 1913 umzudatieren, hält sie keiner Überprüfung stand.
Witte behauptete auch, er habe nach dem Ersten Weltkrieg eine politische Partei gegründet und beim ersten Durchgang der Wahl zum Reichspräsidenten 1925 kandidiert. Er habe 25.000 bis 230.000 Stimmen erhalten, aber seine Bewerbung zugunsten von Paul von Hindenburg zurückgezogen. Auch dies lässt sich nicht mit den Daten dieser Wahl vereinbaren. Wittes Partei war, wenn sie überhaupt existierte, allenfalls eine Stammtischgründung.
Er bestand bis zu seinem Tode darauf, als „ehemaliger König von Albanien“ angesprochen zu werden. Er war offenbar im Sinne einer Pseudologia phantastica nicht mehr fähig, zwischen Fiktion und Realität zu unterscheiden. Die Berliner Polizei gestand ihm diesen Titel auch im Sinne eines Künstlernamens in seinem Pass zu. Die Inschrift „Ehem. König v. Albanien“ findet sich auch auf Wittes Grabstein im Familiengrab auf dem Ohlsdorfer Friedhof in Hamburg. Die Grabstätte liegt im Planquadrat Q 9 oberhalb des Cordesbrunnens.
Witte veröffentlichte seine Geschichte zweimal als Buch, wobei er höchstwahrscheinlich von Ghostwritern unterstützt wurde.
Obwohl schon früh auf die Unglaubwürdigkeit von Wittes Geschichte hingewiesen wurde, hatte sie über seinen Tod hinaus eine sehr starke Nachwirkung in der Presse und in verschiedenen Büchern über historische Betrüger und Originale. Literarisch wurde das Thema in einer Theaterfarce von Alfred Lux, einem Musical (Fünf Tage König) sowie Romanen von Harry Turtledove (Every Inch a King), Andreas Izquierdo (König von Albanien) und Andrew Nicoll (If you’re reading this I’m already dead) bearbeitet.

## Nachfahren
Ein weiteres Mitglied der Schaustellerfamilie Witte, Enkel Norbert Witte, wurde später durch die Verwicklungen um den Rummelbetrieb des Spreeparks Berlin aktenkundig und saß bis Mai 2008 eine siebenjährige Haftstrafe wegen Drogenschmuggels ab. Wittes Urenkel, Marcel Witte, wurde im Oktober 2006 von einem peruanischen Gericht ebenfalls wegen des Drogenschmuggels zu einer 20-jährigen Haftstrafe verurteilt, die er zunächst in Peru verbüßte; seit 2016 ist er in Moabit inhaftiert.